# Emiliano Brembilla
Emiliano Brembilla es un nadador italiano, nacido el 21 de diciembre de 1978 en Ponte San Pietro (provincia de Bérgamo). 
Ha ganado la medalla de bronce de 4 × 200 metros libre masculino en los Juegos Olímpicos de Atenas 2004. Como nadador de fondo, ganó su primer título de campeón en los Campeonatos de Europa de Natación de 1997 en Sevilla, donde ganó tres títulos. Además, ha competido de forma consecutiva en tres Juegos Olímpicos

## Palmarés

### Juegos Olímpicos
- Natación en los Juegos Olímpicos de Atenas 2004
  -  Medalla de bronce de 4 × 200 metros libre

### Campeonatos delMundo de Natación
- Campeonatos del Mundo en piscina larga
  - Campeonato Mundial de Natación de 2001 en Fukuoka
    -  Medalla de plata de 4 × 200 metros libre
    -  Medalla de bronce de 400 metros libre

  - Campeonato Mundial de Natación de 1998 en Perth
    -  Medalla de plata de 1500 metros libre

### Campeonatos de Europa de Natación
- Campeonatos de Europa en piscina larga
  - Campeonato Europeo de Natación de 2004 en Madrid
    -  Medalla de oro de 400 metros libre
    -  Medalla de oro de 4 × 200 metros libre

  - Campeonato Europeo de Natación de 2002 en Berlín
    -  Medalla de oro de 400 metros libre
    -  Medalla de oro de 4 × 200 metros libre
    -  Medalla de plata de 200 metros libre

  - Campeonato Europeo de Natación de 2000 en Helsinki
    -  Medalla de oro de 400 metros libre
    -  Medalla de oro de 4 × 200 metros libre
    -  Medalla de plata de 1500 metros libre

  - Campeonato Europeo de Natación de 1999 en Estambul
    -  Medalla de plata de 400 metros libre

  - Campeonato Europeo de Natación de 1997 en Sevilla
    -  Medalla de oro de 400 metros libre
    -  Medalla de oro de 1500 metros libre
- Campeonatos de Europa en piscina corta
  - Campeonato Europeo de Natación en Piscina Corta de 2001 à Amberes
    -  Medalla de oro de 400 metros libre

## Condecoraciones
El 25 de julio de 2000, por iniciativa del Presidente de la República Italiana, Brembilla fue nombrado Caballero de la Orden del Mérito de la República de Italiana